# 94e régiment d'infanterie territoriale
Le 94e régiment d'infanterie territoriale est un régiment d'infanterie de l'armée de terre française qui a participé à la Première Guerre mondiale.

## Création et différentes dénominations
- 19 mars 1875 : le régiment reçoit son numéro en prévision de la mobilisation[1]
- août 1914 : formation du régiment
- 5 mars 1918 : le 94e régiment d'infanterie territoriale est transformé en bataillon de pionniers
- 1er février 1919 : dissolution du bataillon de pionniers

## Chefs de corps
- 2 août - 17 septembre 1914 : lieutenant-colonel Jourda de Foletier de Vaux
- 17 septembre 1914 - 1er mai 1915 : lieutenant-colonel Bernelle
- 1er mai 1915 - 20 décembre 1916 : lieutenant-colonel Armynot du Chatelet
- 20 décembre 1916 - 5 mars 1918 : lieutenant-colonel Dardy

## Historique des garnisons, combats et batailles

### Première Guerre mondiale

#### Affectations
- 89e division d'infanterie territoriale d'août 1914 à juin 1917

## Drapeau
Il porte, cousues en lettres d'or dans ses plis, les inscriptions suivantes :
- L'Yser 1914

## Sources et bibliographie
- Le 94e régiment d'infanterie territorial pendant la grande guerre 1914-1919, Angoulème, Imprimerie charentaise, 1920, 16 p., lire en ligne sur Gallica.